# 姚賈
姚 賈（よう か、生没年不詳）は、中国戦国時代末期から秦代に趙・秦に仕えた梁国（魏）出身の人物で縦横家または政治家。元は貧民の出自であり、父親は城門の衛兵であった。

## 経歴

### 謀臣姚賈
姚賈は初めは趙国の謀臣で楚と三晋（趙・韓・魏）を合従させ、秦に対抗させようと活動していた。しかし秦の謀略の為に趙を追われることになり、秦に逃げ込むと秦王政（後の始皇帝）に仕え、今度は秦の謀臣として楚・燕・趙・魏の各国の要人に賄賂を贈って秦に対して連携できない様に活動し、後にその功績を認められて上卿に取り立てられた。

### 韓非を害す
韓非が秦に訪れた際、韓非は秦王政に姚賈を指して、「梁（魏）の門番の子で盗人であり、趙からは追放され、交渉に三年もかける能無しであり、外交のための財貨を私的に利用さえしました。このような者を重用してはいけません」と批難した。政から問い質された姚賈は、「曾参は孝行者ゆえに天下の親は曾参を子にしたいと言いました。伍子胥は忠義者であるがゆえに、天下の諸侯は伍子胥を臣従させたいと言いました。私が忠臣として相応しくなければ四国（楚・燕・趙・魏）もまた私を受け入れることなどありません。夏の桀は、讒言を鵜呑みにし良将を処し、国が滅びました。秦も同じことをくり返すのですか」と返した。さらに「太公望は、斉で妻に追い出され、身売りしても買値が付きませんでした。管仲は、斉の行商人で、南陽の下民で、魯の囚人でもありました。百里奚は虞の乞食だったが、秦の穆公が宰相とし、西戎を来朝させた。晋の文公は、中山国の盗賊を用い、城濮で、楚の成王に勝ちました。この四人は、いずれも汚点があったが賢君に用いられ、国を導きました」と答えた。政は引き続き姚賈を登用し、一方、韓非は逐客令により捕らえられ自殺に追い込まれた。この事を恨みに思い李斯と共謀して韓非を死に至らしめたという説もある。。